# Спинацино (Ферара)
Спинацино је насеље у Италији у округу Ферара, региону Емилија-Ромања.
Према процени из 2011. у насељу је живело 138 становника. Насеље се налази на надморској висини од 7 м.